# Азрак
А́зрак (араб. الأزرق‎) — город в восточной части Иордании, в мухафазе Эз-Зарка. Население по данным переписи 2004 года составляло 9021 человек, из них 4988 (55,3 %) — мужчины и 4033 (44,7 %) — женщины.
Расположен примерно в 100 км к востоку от Аммана, на высоте 508 м над уровнем моря.
В городе расположен одноимённый средневековый замок. Поблизости располагается и оазис Азрак, территория которого находится под охраной. В Азраке расположена авиабаза военно-воздушных сил Иордании имени Маваффика Салти.
В 1912 году в городе поселились первые выходцы из Чечни, вынужденные переселиться сюда из-за политики Российской Империи. В 1925 году здесь начали селиться друзы. Эти два народа и составляют основное население Азрака. Город окружён засушливой бесплодной землёй. Через него проходят торговые пути в Сирию, Саудовскую Аравию и Ирак. Является одним из главных туристических районов Иордании.
Город Азрак состоит из двух поселений, между которыми около 5 км: Азрак-эш-Шишан на юге и Азрак-эд-Дуруз на севере. Южное основали в 1898 году чеченцы. Северное возникло около 1920 года, когда там осели кочевники-друзы, пришедшие из оккупированной французами Сирии. С 1950-х годов в городе Азрак появились палестинцы и сирийцы. Однако новые официальные названия Северный (Азрак-аш-Шамали́) и Южный (Азрак-аль-Джануби́) по-прежнему употребляются реже, чем традиционные Азрак-эд-Дуруз (друзский) и Азрак-эш-Шишан (чеченский).